# Oncolithe

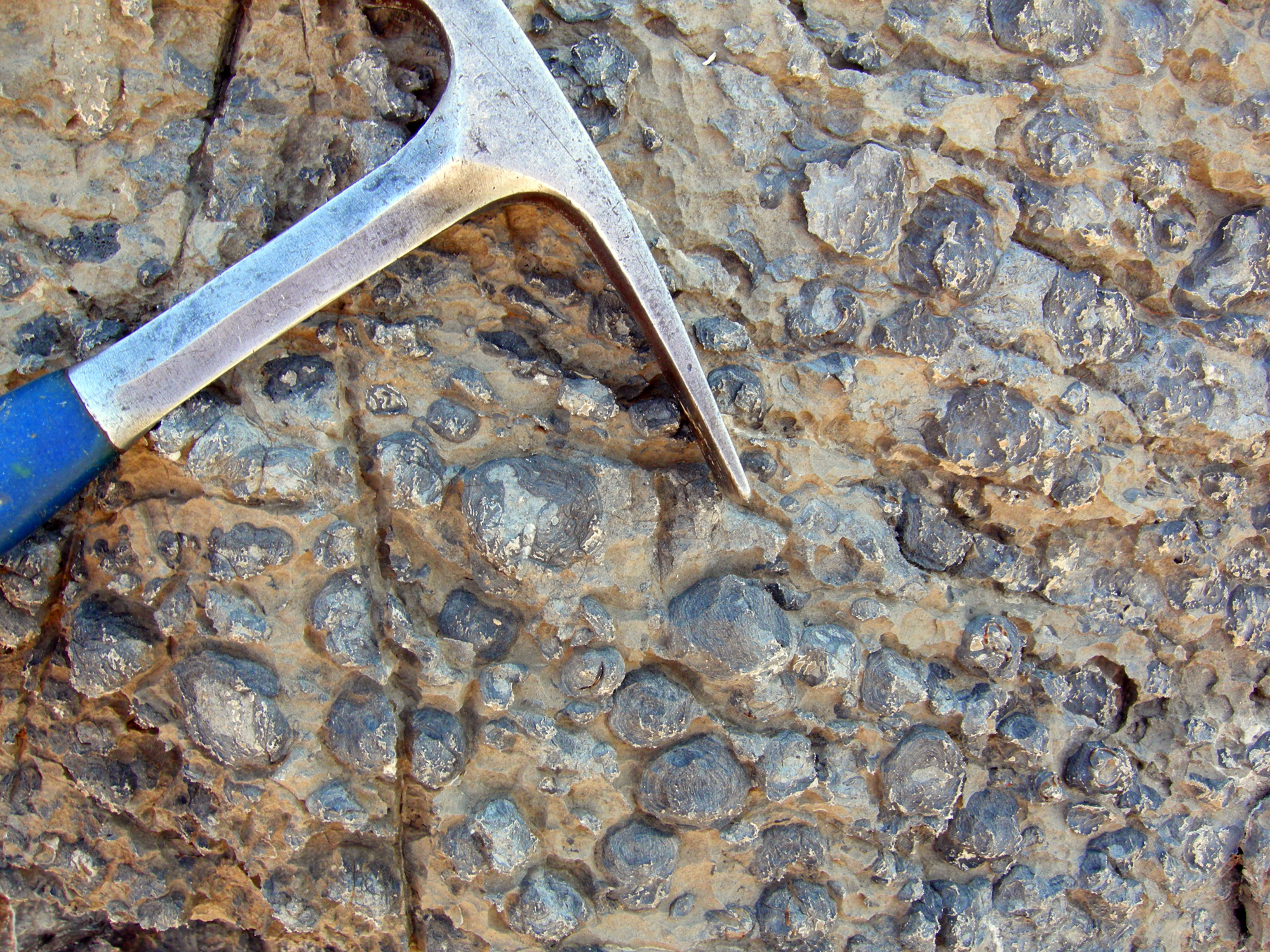

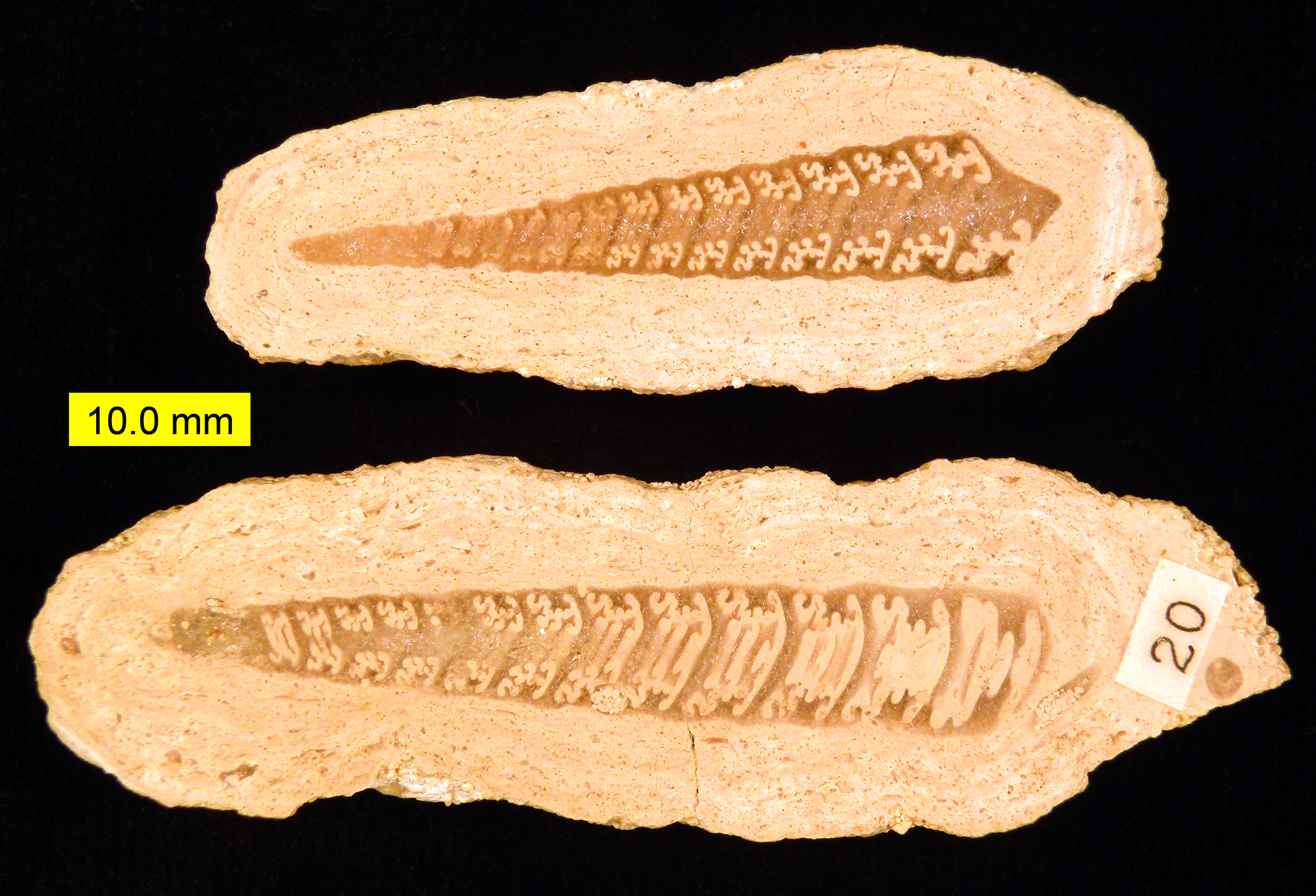
Oncolithe formé autour de Bactroptyxis trachaea (Normandie, France), gastéropode du Jurassique moyen.

Un oncolithe (ou oncolite) (du grec onkos, nodule ou tumeur, et lithos, pierre) est une roche calcaire formée à plus de 50 % d'oncoïdes. Les oncolithes sont généralement arrondis ou aplatis (en forme de galets). De telles roches se sont typiquement formées en milieu marin peu profond, avec ou sans l'intervention de bactéries. Les oncolithes peuvent être ferrugineux.

## Confusions possibles
La littérature scientifique des années 1970-1980 a abondamment utilisé oncolite pour oncoïde. Le mélange des termes se retrouve encore parfois dans la littérature scientifique et de vulgarisation d’aujourd’hui.
Par ailleurs, les oncolithes peuvent être confondus avec des stromatolithes, qui sont entièrement construits par des colonies bactériennes, et qui sont aussi constituées de couches concentriques emboîtées les unes dans les autres.

## Mode de formation
Ces structures semblent toujours se former à proximité d'un littoral ou sur un banc, près de la surface, dans une eau agitée, par accrétion ou cristallisation en pellicules successives de molécules et particules présentes dans l'eau autour d'un noyau (nucléus), qui peut être un reste d'organisme vivant (coquille par exemple) ou un minéral (ex. : fragment de calcaire). Ces structures se formeraient d'abord en suspension dans l'eau avant de couler et d'être enfouies dans les sédiments après avoir grossi.